# Цикади
Цикадите (Cicadoidea) са надсемейство насекоми от разред полутвърдокрили (Hemiptera). Подразредът, към който принадлежат – цикадови (Auchenorrhyncha), се разделя на Tettigarctidae с два вида, срещани в Австралия и на Cicadidae с повече от 1300 вида, срещани по целия свят. Вероятно съществуват множество неописани видове.
Цикадите имат добре изразени странично-разположени очи, къси антенки и прозрачни, подобни на мембрани криле. Познати са заради необикновено силния звук, който мъжките екземпляри произвеждат. За разлика от щурците, които произвеждат звук чрез стридулация, цикадите използват специфични екзоскелетни резониращи органи, наречени тимбали. Звукът им достига сила до 120 dB, един от най-силните сред насекомите и би могъл да оглуши човек, ако е в непосредствена близост до ушите му.

## Хранене
Цикадаите се хранят като пият растителен сок от различни видове дървета, като дъб, кипарис, върба, ясен и явор.